# Distrito de Sikar
Sikar (en hindi: सीकर जिला) es un distrito de la India en el estado de Rajastán. Código ISO: IN.RJ.SK.
Comprende una superficie de 7 732 km².
El centro administrativo es la ciudad de Sikar.

## Demografía
Según censo 2011 contaba con una población total de 2 677 737 habitantes, de los cuales 1 300 617 eran mujeres y 1 377 120 varones.